# 小池上春芳
小池上 春芳（こいけがみ はるよし、1907年〈明治40年〉2月11日 - 1997年〈平成9年〉10月26日）は、日本の解剖学者、医師。医学博士。新潟医科大学解剖学第二教室第2代教授。新潟大学名誉教授。

## 略歴
新潟県新潟市上大川前通8番町（現 新潟市中央区上大川前通8番町）の富商・小池上春五郎の四男として出生。
1923年（大正12年）3月に新潟中学校を4年で修了（四修）、1926年（大正15年）3月に新潟高等学校を卒業、1930年（昭和5年）3月に新潟医科大学を卒業。
1930年（昭和5年）4月に新潟医科大学解剖学教室（担任：平澤興教授）助手に就任、1934年（昭和9年）3月に新潟医科大学解剖学教室助教授に就任、1935年（昭和10年）1月に新潟医科大学から医学博士号を取得。
1940年（昭和15年）から新潟医科大学臨時附属医学専門部教授を兼任、1946年（昭和21年）12月に新潟医科大学解剖学第二教室第2代教授に就任、1951年（昭和26年）4月に新潟大学医学部解剖学第二教室教授に就任。
1950年（昭和25年）から1952年（昭和27年）まで新潟大学農学部家畜解剖学講師を兼任、1952年（昭和27年）4月から1956年（昭和31年）3月まで新潟大学附属図書館館長・医学部分館館長を兼任。
1960年（昭和35年）1月から5月まで文部省在外研究員として欧米に留学。
1970年（昭和45年）3月24日から4月2日まで新潟大学医学部長事務取扱・大学院医学研究科長を兼任、1971年（昭和46年）3月29日から4月19日まで新潟大学医学部長事務取扱・大学院医学研究科長を兼任。
1972年（昭和47年）3月に新潟大学を定年退官、4月に杏林大学医学部解剖学教室教授に就任、5月に新潟大学名誉教授の称号を受称、1977年（昭和52年）3月に杏林大学を退職。
1997年（平成9年）10月26日午後0時20分に新潟県西蒲原郡味方村大字西白根（現 新潟市南区西白根）の白根緑ケ丘病院で老衰による誤嚥性肺炎のため死去、90歳没。

## 研究
大脳辺縁系、特に扁桃体とその周辺皮質の研究に従事した。

## 逸話
1950年代当時、カリフォルニア大学ロサンゼルス校脳研究所 (UCLA Brain Research Institute) では小池上春芳の名前がよく知られていて、1960年（昭和35年）に小池上春芳は同大学に招かれて講演を行った。

## 栄典・表彰
- 1957年（昭和32年）11月3日 - 第10回新潟日報文化賞（科学部門）「扁桃核に関する研究」[9][15]
- 1978年（昭和53年）4月29日 - 勲三等旭日中綬章[16]
- 1997年（平成9年）10月26日 - 正四位[17]

## 門下生
- 布施栄明 - 新潟大学名誉教授。
- 車田正男 - 新潟大学名誉教授。
- 平田幸男 - 琉球大学名誉教授。
- 細谷安彦 - 筑波大学医療技術短期大学部名誉教授。

## 親族
- 小池上ハル（小池上翠春、小池上又新庵） - 長姉、茶人、茶道石州流怡渓会初代家元。
- 石田寛友 - 娘婿（長女の夫）、整形外科学者、形成外科学者、聖マリアンナ医科大学形成外科学教室第2代教授、元新潟医療福祉大学教授。

## 著作物

### 著書
- 『大腦皮質に於ける中樞問題 人類の腦』平澤興[共著]、山雅房、1943年。
- 『大脳辺縁系』中外医学社〈中外医学双書〉、1965年。
- 『大脳辺縁系及び旁辺縁系』小池上春芳教授退官記念会、1971年。

### 論文
- CiNii収録論文 - CiNii